# Imralı
İmralı és una illa-presó turca al sud del mar de Màrmara, a l'oest de la península d'Armutlu-Bozburun, dins de la província de Bursa. Mesura 8 quilòmetres en direcció nord-sud amb una amplada de 3 quilòmetres, i té una superfície de 9,98 km². El cim més alt és el Türk Tepesi amb una altitud de 217 mestres sobre el nivell del mar. Està prohibit sobrevolar-la o pescar a prop de les seves costes.

## Història
Els autors romans Plini el Vell i Estrabó van anomenar l'illa Besbicus (grec antic: Βέσβικος). Posteriorment es va conèixer amb el nom de Kalonymos (grec: Καλώνυμος) i Kalolimnos (grec: Καλόλιμνος). A l'antiguitat era membre de la Lliga de Delos car apareix en els registres tributaris d'Atenes entre el 434/3 i el 418/7 aC.
El nom en turc İmralı deriva del nom del conqueridor de l'illa, Emir Ali, un dels primers almiralls otomans. El 1308, İmralı es va convertir en la primera illa conquerida per la recentment creada marina otomana. La seva ubicació estratègica va permetre als otomans controlar el trànsit de vaixells al mar de Màrmara amb una base naval establerta, tallant la connexió de l'Imperi Romà d'Orient amb la ciutat de Bursa.
El 1913 l'illa tenia 250 cases, una escola, tres monestirs i 1.200 residents, tots ells grecs. L'activitat econòmica dels habitants de l'illa era principalment la pesca i la producció de cebes que es venien a Istanbul. Hi havia tres pobles grecs a l'illa fins a la Guerra d'Independència Turca (1919-1923), dedicats principalment al cultiu de raïm, la vinificació, la producció de seda i la pesca. L'illa va estar deshabitada des de l'intercanvi de poblacions entre Grècia i Turquia, del 1923 fins al 1935, moment en què es va construir una presó de règim semi-obert. Els presoners guanyaven uns pocs diners treballant en l'agricultura i la pesca.
Un conegut illenc va ser Kimon Friar, que va emigrar als Estats Units i es va convertir en un erudit i traductor de poesia en llengua grega.
Avui en dia a l'illa hi ha una base militar i la zona que l'envolta és una zona prohibida. Des del 1999 fins al 2009 va servir com a presó de màxima seguretat per al seu únic pres: Abdullah Öcalan, el líder del PKK, car la resta de presoners van ser traslladats a un altre lloc de manera que Öcalan era l'únic presoner de l'illa. El novembre del 2009, diversos presoners van ser traslladats a un edifici de nova construcció a l'illa, on Öcalan hi roman privat de llibertat.

## Presos notables d'Imralı
| Nom             | Condemna                    | Període a Imralı                           | Notes | Ref.        |
| --------------- | --------------------------- | ------------------------------------------ | --- | ----------- |
| Yılmaz Güney    | «Ajudar els revolucionaris» | 1972–1974                                  | | [ 4 ] [ 5 ] |
| Billy Hayes     | Narcotràfic                 | 11 de juliol de 1975 - 2 d'octubre de 1975 | Autor nord-americà que va escriure Midnight Express i va ser adaptada al cinema com L'Exprés de Mitjanit.                                                                      | [ 6 ]       |
| Abdullah Öcalan | Altra traïció i separatisme | 1999 – actualitat                          | Fundador del Partit dels Treballadors del Kurdistan (PKK). Complint una pena de cadena perpètua des que se li va commutar la pena de mort.                                     | [ 7 ]       |
| Şeyhmus Poyraz  | Altra traïció               | 2009 – actualitat                          | Membre del Partit dels Treballadors del Kurdistan. Complint cadena perpètua.                                                                                                   | [ 8 ]       |
| Cumali Karasu   | Alta traïció i terrorisme   | 2009 – actualitat                          | Membre del Partit dels Treballadors del Kurdistan i autor d'un bombardeig a Tuzla el 12 de febrer de 1994 que va matar 5 persones i ferir-ne 27 més. Compleix cadena perpètua. |             |
| Bayram Kaymaz   | Alta traïció                | 2009 – actualitat                          | Membre del Partit dels Treballadors del Kurdistan. Compleix cadena perpètua.                                                                                                   |             |
| Hasbi Aydemir   | Alta traïció                | 2009 – actualitat                          | Membre del Partit dels Treballadors del Kurdistan. Va ser capturat el 1998 en una emboscada contra les forces de seguretat turques a Bingöl. Compleix cadena perpètua.         |             |
| Hakkı Altan     | Alta traïció                | 2009 – actualitat                          | Membre del Partit Comunista de Turquia/Marxista-Leninista. Va ser capturat el 1999.                                                                                            |             |